# Kanton Ajaccio-5
Der Kanton Ajaccio-5 ist seit 1973 ein französischer Wahlkreis im Arrondissement Ajaccio, im Département Corse-du-Sud in der Region Korsika. 

## Gemeinden
Der Kanton besteht aus vier Gemeinden und Gemeindeteilen mit insgesamt 19.120 Einwohnern (Stand: 1. Januar 2022) auf einer Gesamtfläche von 81,78 km²:
| Gemeinde         | Einwohner 1. Januar 2022 | Fläche km² | Dichte Einw./km² | Code INSEE | Postleitzahl |
| ---------------- | ------------------------ | ---------- | ---------------- | ---------- | ------------ |
| Ajaccio          | 10.820                   | 21,95      | 493              | 2A004      | 20000, 20090 |
| Alata            | 3.645                    | 30,37      | 120              | 2A006      | 20167        |
| Bastelicaccia    | 4.258                    | 18,21      | 234              | 2A032      | 20129        |
| Villanova        | 397                      | 11,25      | 35               | 2A351      | 20167        |
| Kanton Ajaccio-5 | 19.120                   | 81,78      | 234              | 2A05       | –            |

1. ↑   Nur der nordöstliche Teil der Gemeinde, der Rest verteilt sich auf die Kantone Ajaccio-1, Ajaccio-2, Ajaccio-3 und Ajaccio-4.

Bis zur landesweiten Neugliederung der Kantone 2015 bestand der Kanton Ajaccio-5 lediglich aus einem Teil der Stadt Ajaccio. Er besaß vor 2015 einen anderen INSEE-Code als heute, nämlich 2A66.